# Largo (Florida)
Largo és una població dels Estats Units a l'estat de Florida. Segons el cens de l'1 de juliol de 2005 tenia 74.473 habitants.

## Demografia
Segons el cens del 2000, Largo tenia 69.371 habitants, 34.041 habitatges, i 18.382 famílies. La densitat de població era de 1.710,4 habitants/km².
Dels 34.041 habitatges en un 17% hi vivien nens de menys de 18 anys, en un 41,8% hi vivien parelles casades, en un 9% dones solteres, i en un 46% no eren unitats familiars. En el 38,5% dels habitatges hi vivien persones soles el 19,3% de les quals corresponia a persones de 65 anys o més que vivien soles. El nombre mitjà de persones vivint en cada habitatge era d'1,99 i el nombre mitjà de persones que vivien en cada família era de 2,59.
Per edats la població es repartia de la següent manera: un 15,6% tenia menys de 18 anys, un 6,1% entre 18 i 24, un 25,1% entre 25 i 44, un 23% de 45 a 60 i un 30,1% 65 anys o més.
L'edat mediana era de 48 anys. Per cada 100 dones de 18 o més anys hi havia 83,9 homes.
La renda mediana per habitatge era de 32.217 $ i la renda mediana per família de 41.523 $. Els homes tenien una renda mediana de 30.186 $ mentre que les dones 24.477 $. La renda per capita de la població era de 20.848 $. Entorn del 6% de les famílies i el 9,1% de la població estaven per davall del llindar de pobresa.

## Poblacions més properes
El següent diagrama mostra les poblacions més properes.